# ميليسا غراهام
ميليسا غراهام (بالإنجليزية: Melissa Graham)‏ هي مغنية بريطانية، ولدت في 10 أكتوبر 1975.

## وصلات خارجية
- ميليسا غراهام على موقع IMDb (الإنجليزية)
- ميليسا غراهام على موقع ميوزك برينز (الإنجليزية)
- ميليسا غراهام على موقع ديسكوغز (الإنجليزية)